# Sydney Symphony Orchestra

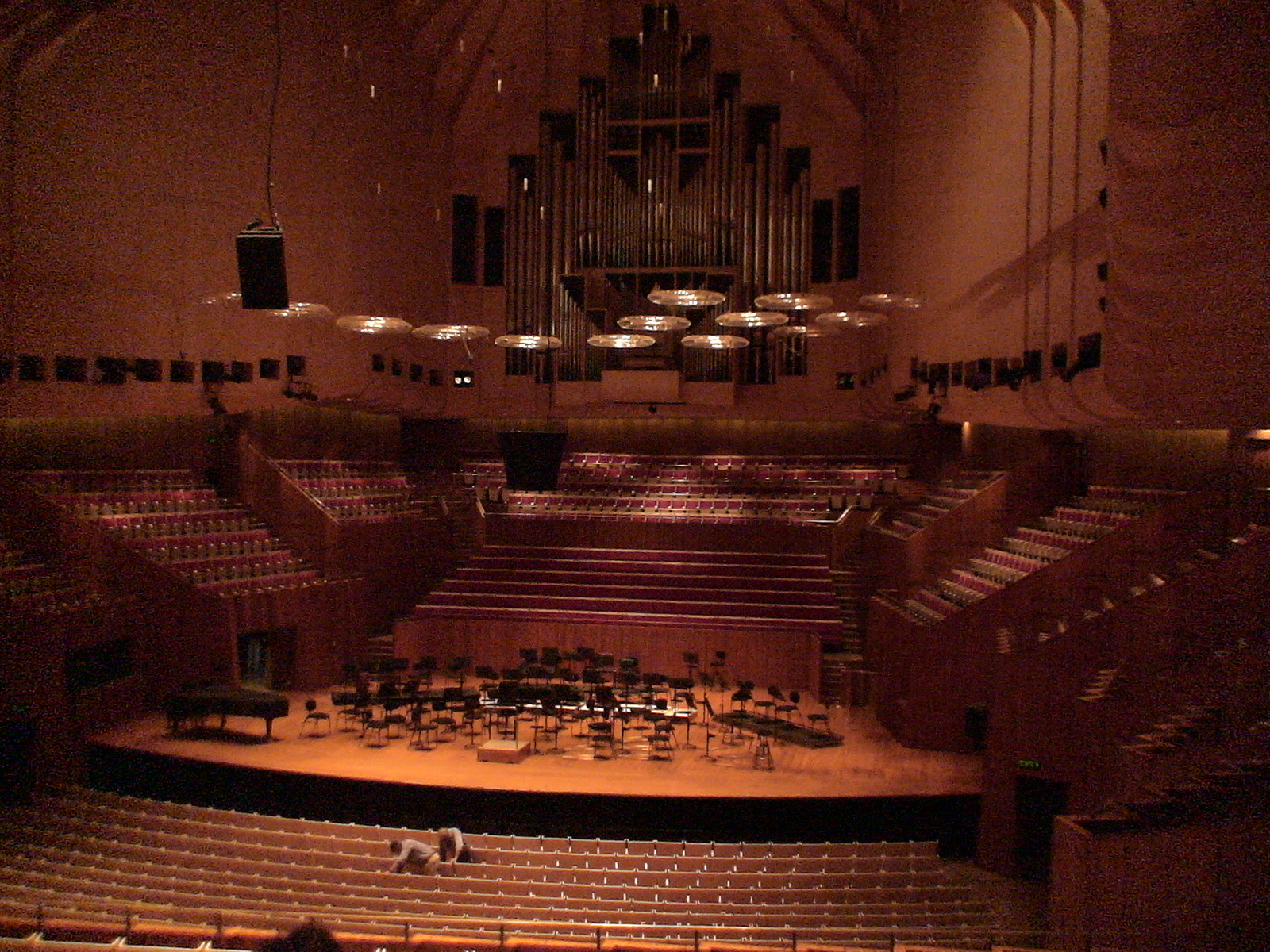
Het Sydney Symphony Orchestra tijdens een repetitie

Het Sydney Symphony Orchestra is een Australisch symfonieorkest gevestigd in Sydney. Het wordt vaak beschouwd als het beste orkest van Australië, waarbij het Melbourne Symphony Orchestra zijn voornaamste concurrent is. Het orkest heeft het Sydney Opera House als thuisbasis.

## Het orkest nu
Het SSO is een icoon van het culturele leven in Sydney. Het orkest geeft ongeveer 150 concerten per jaar, voor in totaal meer dan 350.000 mensen. De reguliere concertseries vinden meestal plaats in het Sydney Opera House, maar het orkest speelt ook in andere concertzalen in en buiten Sydney, waaronder de City Recital Hall at Angel Place en de Sydney Town Hall.
Een belangrijk jaarlijks evenement voor het orkest is Symphony in the Domain, een gratis openluchtconcert in de zomermaand januari, in het grote stadspark dat bekendstaat als The Domain. Dit concert trekt meer dan 80.000 mensen en vormt sinds jaren een vast bestanddeel van de culturele zomerkalender van Sydney.
Vladimir Asjkenazi is de huidige chef-dirigent en artistiek leider.

## Geschiedenis
Het orkest begon in 1932 als het National Broadcasting Symphony Orchestra (Nationaal radiosymfonieorkest). Het werd opgericht door de nieuw geformeerde Australian Broadcasting Commission (ABC) en bestond uit een groep van 24 musici die bij elkaar waren gebracht om concerten te geven en muziek te spelen voor hoorspelen op de radio.
Het eerste serieuze concert vond plaats in 1934, toen Sir Hamilton Harty Australië bezocht. Zijn bezoek leidde tot de roep om een permanent symfonieorkest voor Sydney.
In 1936 werd het orkest uitgebreid tot 45 spelers, vermeerderd tot 70 voor optredens voor publiek. Vanaf dat jaar waren er jaarlijkse concertseries.
Vanwege de politieke instabiliteit in Europa in de jaren 1930 trokken vele vooraanstaande musici uit Europa naar Australië. Het orkest speelde onder leiding van Antal Doráti en Sir Thomas Beecham. Solisten die met het orkest speelden waren onder anderen Arthur Rubinstein, Bronisław Huberman en Artur Schnabel.
Aan het einde van de Tweede Wereldoorlog bereikte de ABC een overeenkomst met het stadsbestuur van Sydney en de staat New South Wales om een orkest te vestigen in Sydney. In 1946 kocht het orkest de naam "Sydney Symphony Orchestra" van zijn oorspronkelijke eigenaar, een orkest dat was opgericht in 1908. Het nieuwe 82-koppige Sydney Symphony Orchestra gaf zijn eerste concert in januari 1946.

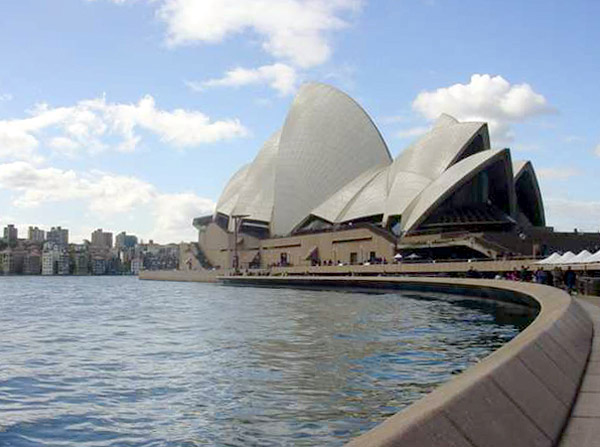
Sydney Opera House

Eugene Goossens werd chef-dirigent van het orkest in 1947. Goossens begon met openluchtconcerten en leidde de Australische premières van veel 20e-eeuwse muziek. In 1948 zei hij de profetische woorden “Sydney moet een operahuis krijgen". Goossens werd tot ridder geslagen een jaar voor het einde van zijn betrekking bij het orkest. Zijn tijd bij het orkest eindigde met een schandaal, nadat bewakers erotische afbeeldingen en rubber maskers vonden.
Sir Eugene Goossens werd opgevolgd door dirigenten als Nikolai Malko, Dean Dixon, Moshe Atzmon en Willem van Otterloo. Onder Van Otterloo maakte het orkest een acht-weekse Europese tournee in 1974, met als hoogtepunt twee concerten in Amsterdam en Den Haag. Onder Van Otterloo betrok het orkest de concertzaal van de Sydney Opera House als thuisbasis.
In 1982 werd Sir Charles Mackerras de eerste Australiër die chef-dirigent werd. Toen Mackerras ziek werd in 1985 viel de jonge Australische dirigent Stuart Challender in om enkele van zijn concerten over te nemen. Deze concerten leidden tot Challenders benoeming tot chef-dirigent in 1987. In Australiës tweehonderjarig bestaan (1988) leidde hij het orkest in een succesvolle tournee door de Verenigde Staten. Hij bleef chef-dirigent tot zijn dood in december 1991.
In 1994 kreeg het orkest meer subsidie van de federale regering, waardoor men het aantal musici kon uitbreiden tot 110, meer tournees en opnames kon maken, en de salarissen kon verbeteren. Dat jaar werd ook Edo de Waart benoemd als chef-dirigent en artistiek leider, die de post zou houden tot 2003.
De Waart wordt beschouwd als de dirigent die het niveau van het orkest significant verbeterde, waarmee het orkest voor het eerst op de eerste plaats kwam op de ranglijst van internationale orkesten. Toen hij werd benoemd had het orkest nog maar kort tevoren de protectionistische regel versoepeld dat orkestleden Australische staatsburgers moesten zijn. De Waart introduceerde geblindeerde audities voor vaste orkestleden, en introduceerde restricties op het gebruik van remplaçanten. Hoogtepunten van de tijd onder zijn leiding waren concertante uitvoeringen van Wagners Der Ring des Nibelungen, speciale aandacht op de werken van zijn favoriete componist Mahler en tournees naar Europa (1995), Japan (1996) en de Verenigde Staten (1998).

## Financiële geschiedenis en huidige structuur
Het SSO wordt net als alle andere grote symfonieorkesten in Australië bekostigd door de federale regering als afdeling van de Australian Broadcasting Corporation vanaf de jaren 1950 tot midden jaren 2000. Na een onderzoek van de federale regering in 1994 werd het dagelijks bestuur van het orkest losgemaakt van de ABC. Volledige onafhankelijkheid van het orkest werd bereikt in december 2006. Het orkest opereert nu als ene publiek bedrijf met een directie. De financiering is afkomstig van de federale en deelstaatregering, bijdragen van particulieren en bedrijven en commerciële activiteiten.

## Het SSO en het Sydney Opera House
Het Sydney Opera House, een van de beroemdste gebouwen uit de 20e eeuw, is problematisch voor het orkest. Het SSO was een belangrijke pleitbezorger voor de bouw van een nieuw operagebouw, en het gebouw was altijd bedoeld als hun thuisbasis. Echter, het bestuur van het gebouw rust bij de aparte organisatie (de Sydney Opera House Trust) en de twee organisaties zijn met elkaar in conflict geweest.
Het grootste twistpunt is de weigering van de Opera House Trust om het orkest toe te staan om om kleine gaatjes te boren om de pinnen van de celli en contrabassen in te steken, wat een betere resonantie zou geven. Het orkest gebruikt nu houten plankjes in plaats daarvan. De Opera House Trust'houdt vol dat het gebouw een monument is en dat het boren van gaatjes illegaal is. Vooral Edo de Waart was erg kritisch op dit punt.

## Chef-dirigenten
| - 1947–1956 Eugene Goosens - 1957–1961 Nikolai Malko - 1964–1967 Dean Dixon - 1967–1971 Moshe Atzmon - 1971–1978 Willem van Otterloo - 1979–1982 Louis Frémaux - 1982–1985 Charles Mackerras | - 1986–1987 Zdeněk Mácal - 1987–1991 Stuart Challender - 1993–2003 Edo de Waart - 2004–2009 Gianluigi Gelmetti - 2009–2013 Vladimir Askenazy - 2014- David Robertson |